# Grand Aaz
Grand Aaz är ett vattendrag i Belgien.   Det ligger i provinsen Liège och regionen Vallonien, i den östra delen av landet, 90 km öster om huvudstaden Bryssel.
Omgivningarna runt Grand Aaz är en mosaik av jordbruksmark och naturlig växtlighet. Runt Grand Aaz är det ganska tätbefolkat, med 172 invånare per kvadratkilometer.